# Tobías Figueroa
Tobías Nahuel Figueroa (La Granja, provincia de Córdoba, Argentina, 4 de febrero de 1992)  es un futbolista argentino que juega como delantero y actualmente se encuentra en Deportes Antofagasta de la Primera B de Chile.

## Trayectoria
Debutó profesionalmente por Club Atlético Belgrano en la Primera B Nacional, jugando los últimos minutos de una victoria del Pirata ante Atlético Tucumán el 2 de mayo de 2011, siendo la primera de sus 6 apariciones en sus primera 4 temporadas en Belgrano. En enero de 2014, fue cedido a Almirante Brown de la Primera B Nacional. Debutó ante Banfield, para luego marcar su primer gol profesional ante Villa San Carlos. En total, marcó 3 goles en 20 partidos durante la temporada 2013-14, no pudiendo salvar al conjunto villero del descenso.
En agosto de 2014 fue nuevamente cedido, esta vez a Crucero del Norte, donde marcó un gol en 13 partidos, aportando para la campaña que terminó con el ascenso del Colectivero a la Primera División. En 2015, es cedido a Sarmiento de Junín de la Primera División Argentina, donde marcó 3 goles en 20 partidos.
En enero de 2016, es anunciado como nuevo jugador de Guillermo Brown de la Primera B Nacional en una cesión por dos temporadas, donde marcó 25 goles en 59 partidos, siendo recordado su fallo en un partido ante Club Almagro, donde tras quedar frente al arco vacío, falló la ocasión de su segundo gol personal, culpando a los hinchas por gritar el gol antes.
En enero de 2018, es cedido a la Unión Española de la Primera División chilena, teniendo su primera experiencia en el extranjero. Su cesión terminó en noviembre de 2019, marcando 14 goles en los 29 partidos que disputó con el conjunto hispano.
Tras regresar a Belgrano, en enero de 2019 es vendido a Deportes Antofagasta de la Primera División chilena. EL 22 de enero de 2022 es anunciada su cesión al Al-Tai de la Liga Profesional Saudí. Tras regresar 6 meses al CDA, no logrando salvar al conjunto puma del descenso a la Primera B Chilena, en diciembre de 2022 es anunciado como nuevo jugador de Curicó Unido, en una cesión válida por toda la temporada 2023.

## Clubes
| Club                          | País           | Año       |
| ----------------------------- | -------------- | --------- |
| Belgrano                      | Argentina      | 2010-2018 |
| → Almirante Brown (cedido)    | Argentina      | 2013-2014 |
| → Crucero del Norte (cedido)  | Argentina      | 2014      |
| → Sarmiento de Junín (cedido) | Argentina      | 2015      |
| → Guillermo Brown (cedido)    | Argentina      | 2016-2017 |
| → Unión Española (cedido)     | Chile          | 2018      |
| Deportes Antofagasta          | Chile          | 2019-Act. |
| → Al-Tai (cedido)             | Arabia Saudita | 2022      |
| → Curicó Unido (cedido)       | Chile          | 2023      |
| → Deportes Copiapó (cedido)   | Chile          | 2024      |

## Estadísticas

### Tripletes
Partidos en los que anotó tres o más goles:
 Actualizado de acuerdo al último partido jugado el 8 de octubre de 2024.
| Partidos en los que anotó tres o más goles | Partidos en los que anotó tres o más goles | Partidos en los que anotó tres o más goles | Partidos en los que anotó tres o más goles | Partidos en los que anotó tres o más goles | Partidos en los que anotó tres o más goles | Partidos en los que anotó tres o más goles |
| N.º                                        | Fecha                                      | Estadio                                    | Partido                                    | Goles                                      | Resultado                                  | Competición                                |
| ------------------------------------------ | ------------------------------------------ | ------------------------------------------ | ------------------------------------------ | ------------------------------------------ | ------------------------------------------ | ------------------------------------------ |
| 1                                          | 26 de febrero de 2018                      | La Granja, Curicó                          | Curicó Unido - Unión Española              |                                            | 4 - 4                                      | Primera División de Chile 2018             |
| 2                                          | 15 de junio de 2025                        | Calvo y Bascuñán, Antofagasta              | Deportes Antofagasta - Magallanes          |                                            | 5 - 0                                      | Primera B de Chile 2025                    |